# Mário Tricano
Mário de Oliveira Tricano, conhecido popularmente apenas como Tricano (São João de Meriti, 24 de julho de 1946) é um advogado e político brasileiro, filiado ao Progressistas (PP). Foi prefeito do município de Teresópolis por cinco mandatos.

## Biografia

### Vida pessoal
Mário de Oliveira Tricano nasceu no município brasileiro de São João de Meriti, Região Metropolitana do Rio de Janeiro, em 24 de julho de 1946. Entre as décadas de 60 e 70, Mário Tricano foi cabo da Polícia Militar do antigo Estado da Guanabara. Exerce a profissão de advogado e é casado com Elisabeth Tricano, com quem teve dois filhos: Carla e Jéfferson Tricano; sendo certo que tem uma filha de um relacionamento anterior, Valéria Tricano. Este último foi assassinado em 1996.

### Vida política
Tricano mudou-se para o município de Teresópolis, interior do Rio de Janeiro, na década de 80. Iniciou sua carreira política candidatando-se a prefeito nas eleições municipais de 1988, montando chapa com Roberto Ferreira Rocha. A chapa Tricano/Roberto Rocha venceu as eleições daquele ano, sucedendo, assim, Celso Dalmaso, e sendo sucedido por Luiz Barbosa. Tricano voltaria a se candidatar nas eleições de 1996, desta vez montando chapa com Afaf Francis Ribeiro. Tricano venceu esta eleição com 28 908 votos, dos 93 974 votantes que participaram naquela ocasião. Nas eleições municipais de 2000, candidatou-se a reeleição, montando chapa com Roberto Petto Gomes. A chapa Tricano/Petto foi eleita com 39 976 votos (dos 99 491 que votaram naquela ocasião). No entanto, Tricano viria a renunciar em abril de 2003, fazendo com que Petto cumprisse o restante de seu mandato e lançasse sua própria candidatura a prefeitura, em 2004. Tricano retornaria a vida política em 2008, disputando as eleições municipais daquele ano. No entanto, ele viria a ser derrotado pelo candidato Jorge Mário, que venceu naquela ocasião com uma larga vantagem sobre Tricano, o segundo colocado, que obteve 24 795 votos. Esta foi a primeira eleição em que Tricano foi derrotado.
Na eleição seguinte, em 2012, Tricano lançou sua candidatura à prefeitura mais uma vez. Apesar de ter conseguido a maioria dos votos totais, Tricano foi barrado na Lei da Ficha Limpa, e não pode ter seus votos computados como "válidos". Coube ao segundo colocado, Arlei Rosa, assumir a prefeitura. Anos depois, o então prefeito eleito Arlei viria a ser afastado definitivamente do cargo pela Câmara de Vereadores por improbidade administrativa e uso indevido do dinheiro público. O seu vice, Márcio Catão, assumiu a prefeitura com o objetivo de concluir o mandato de sua chapa. No entanto, Tricano conseguiu uma liminar no Superior Tribunal Federal que legitimava sua vitória nas eleições de 2012. Seus votos foram recontados em 20 de janeiro de 2016, e ele assumiu no dia seguinte. Tricano ainda concorreu as eleições municipais de 2016, em sua tentativa de "reeleição", montando chapa com Sandro Dias, repetindo a mesma da eleição anterior. Representando o Partido Progressista (PP), Tricano obteve mais de 35 mil votos e foi eleito prefeito do município de Teresópolis pela quinta vez. Nenhuma outra pessoa governou Teresópolis por mais tempo que Mário Tricano. 
Tricano é reconhecido como o prefeito que mais fez pela cidade. Tendo centenas de realizações e obras de sua autoria ao longo dos mandatos.

## Controvérsias

### Ligação com o jogo do bicho
Tricano foi acusado no início do primeiro mandato de ter participação no assassinato de Radvay Correia, em 1971, por ter ligação com o jogo do bicho. No entanto, a demora e uma solicitação de transferência do Ministério Público para o Tribunal do Júri tornaram o processo irregular. Apesar de nunca ter sido de fato julgado como culpado, Tricano também é acusado de ter participação em três assassinatos na década de 1980, todos ligados ao jogo do bicho e a sua relação com Anísio Abraão David.
Tricano teve prisão preventiva declarada durante uma operação policial conhecida como Dedo de Deus, em 15 de dezembro de 2011, junto com outras 60 pessoas acusadas de terem ligação com o jogo do bicho. No entanto, a justiça revogou sua prisão em 1 de fevereiro de 2012.
A decisão judicial reconheceu que o tempo decorrido desde o início das investigações até o julgamento excedeu o prazo legal, resultando na impossibilidade de punição pelos fatos apurados. A Operação Dedo de Deus teve todos os envolvidos absolvidos  e devido à prescrição, o empresário não responderá mais judicialmente por essas acusações.

### Problemas com a justiça eleitoral

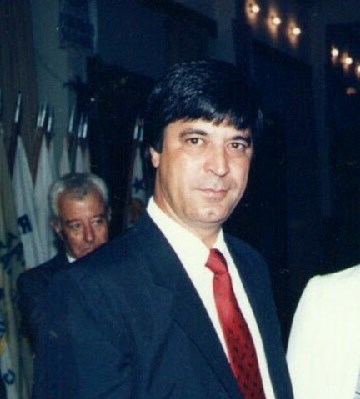
Tricano prestes a assumir seu primeiro mandato de prefeito, em 1989.

Tricano já esteve envolvido com problemas na justiça. Em seu primeiro mandato, entre 1989 e 1992, ele se recusou reintegrar a folha de pagamento do então vice-prefeito, Roberto Ferreira Rocha. Em 16 de dezembro de 1997 foi afastado por um ano, sendo condenado em primeira instância por explorar o jogo do bicho e por supostos mau uso de verba pública e homicídio, pelo Supremo Tribunal Federal (STF). Em seu lugar, assumiu Afaf Francis Ribeiro. Mesmo após deixar a administração da cidade, Tricano ainda se envolveu em escândalos. O Ministério Público Federal do Rio de Janeiro (MPF/RJ) moveu uma ação de improbidade. Em seu relatório, foram apontadas várias irregularidades na gestão da saúde em dois de seus mandatos (1997/2000; 2001/2004). Em 2012, Tricano voltou a se candidatar a prefeito da cidade. Apesar de ter sido o candidato mais voltado, teve seu registro de candidatura negado pelo Tribunal Superior Eleitoral (TSE) por abuso de poder político e uso indevido dos meios de comunicação nas eleições de 2008 e não assumiu o cargo. O prazo que era de três anos foi estendido para oito após a Lei da Ficha Limpa ter sido sancionada em 2010. No entanto, após diversas trocas no cargo de prefeito, Tricano conseguiu uma liminar em janeiro de 2016 que lhe permitia assumir a prefeitura concedida por decisão do ministro Ricardo Lewandowski, presidente do Supremo Tribunal Federal (STF), no qual ele exerce esta função até os dias atuais.
Este mesmo problema viria a se repetir nas eleições municipais de 2016. Tricano foi eleito por 35 mil votos. No entanto, o Tribunal Regional Eleitoral indeferiu sua candidatura, chegando a proclamar o candidato Luiz Ribeiro como vencedor. No entanto, o próprio TRE deferiu sua candidatura, confirmando-o como prefeito de Teresópolis pelo quinto mandato.

### Último mandato (2017-2018)
Em seu último mandato, Mário Tricano se envolveu em diversas polêmicas relacionadas a sua conduta como gestor municipal. Em 23 de agosto de 2017, pediu afastamento do cargo à Câmara de Vereadores por 180 dias, alegando "problemas relacionados à saúde". No dia seguinte, foi divulgado o ofício protocolado pelo prefeito na Câmara, em que a razão apresentada para o afastamento temporário foi "para assuntos de interesses particulares sem vencimentos". No entanto, dois meses depois, em entrevista ao telejornal RJ InterTV, Tricano afirmou que entre os motivos "particulares" que resultaram em seu afastamento incluía a reforma de imóveis de sua propriedade.
| “ | Tirei [licença] porque tenho três prédios para serem reformados, meu hotel para colocar as coisas em dia, meu haras e minha fazenda. Tudo isso estava relativamente parado e eu tinha que resolver isso, como coisas jurídicas aqui no escritório e eu precisava de tempo. | ” |
|   | — Tricano em entrevista ao telejornal RJ InterTV. |   |

Após esta declaração, a Câmara de Vereadores cancelou sua licença e exigiu sua volta às atividades administrativas em um prazo de 15 dias. No entanto, ele entrou com um recurso que garantiu sua licença até janeiro de 2018, contrariando a decisão dos vereadores..
Ocorre que, meses depois, descobriu-se que o ex-prefeito Mario Tricano licenciou-se do cargo para denunciar um esquema de corrupção na Câmara Municipal de Teresópolis, fato que tomou notoriedade na imprensa nacional. 
Na ocasião, conforme resta divulgado na mídia, Tricano gravou os Vereadores de Teresópolis pedindo propinas e vantagens indevidas a ele, fato este que ele não aceitou e denunciou ao Ministério Público do Estado do Rio de Janeiro.
Sua denúncia rendeu resultados e no dia 25 de maio de 2018, 6 dos 12 Vereadores de Teresópolis foram presos pelo Ministério Público do Estado do Rio de Janeiro e também pela Polícia Civil do Estado do Rio de Janeiro em uma operação nominada como Operação Anánas (Abacaxi em francês) 
Em 14 de março de 2018, em entrevista à Rádio Geração 2000, reproduzida pela Geração TV (ambas locais), Tricano orientou a população de Teresópolis a "enterrar e queimar o próprio lixo", como solução ao problema da coleta no município.
| “ | Eu, durante toda minha vida, que eu morei no interior, sempre sempre, fazia um buraco lá no fundo do meu quintal, pegava meu lixo e ia colocando ali, depois eu ia queimando, o lixo ia deteriorando, fechava aquele buraco e fazia outro. | ” |
|   | — Tricano em entrevista à uma rádio local.. |   |

Sua declaração teve repercussão negativa tanto entre os moradores de Teresópolis quanto nacionalmente, tento sua fala reproduzida em diversos meios de comunicação. A prática da queima do lixo é considerada como crime ambiental, passível de multa e prisões.